# Renealmia congesta
Renealmia congesta är en enhjärtbladig växtart som beskrevs av Paulus Johannes Maria Maas. Renealmia congesta ingår i släktet Renealmia och familjen Zingiberaceae. Inga underarter finns listade i Catalogue of Life.